# Mahavansa
El Mahawansa o mahāvaṃśa (en idioma pāli: ‘el gran llinatge’) és un registre històric escrit en llenguatge pāli, sobre monarques budistes, així com reis dravidas de Sri Lanka.
Abasta des del període del rei Vijaya (543 a. C.) fins al regnat del rei Majasena (277-304).
El Mahavamsa va ser elaborat al segle vi pel monjo budista Maha-Nama, germà del rei singalès Dhatu Sena i fortament influenciat pel Dipavamsa, escrit cinc segles abans.
Un volum renovat, el Chulavamsa (‘crònica menor’), compilada per monjos budistes singalesos, engloba des del segle IV fins a la conquesta britànica de Sri Lanka en 1815. Tots dos treballs, algunes vegades són al·ludits conjuntament com el Mahavamsa.
Encara que no és considerat un text religiós, el Mahavansa és un important document budista de la història inicial de la religió a Sri Lanka. Com fa referència a les dinasties reals de l'Índia, el Mahavansa ha estat apreciat per aquells historiadors que necessiten datar i descriure a les dinasties contemporànies del subcontinent indi.
Una traducció alemanya del Mahavansha va ser realitzada per Wilhelm Geiger en 1912. Aquesta va ser després traduïda a l'anglès per Mabel Haynes Bode. La nova versió en anglès està actualment disponible a internet.

## Nom sànscrit i etimologia
- mahāvaṃśa, en el sistema AITS (alfabet internacional per a la transliteració del sànscrit).[1]
- महावंश, en escriptura devanagari del sànscrit.[1]
- Pronunciació:
  - [majá váñsha] en sànscrit[1]
  - [majavánsha] en diversos idiomes moderns de l'Índia (com el hindí o el maratí).
  - [mojavónsh] en bengalí.
  - [majá uánsh] en palí.
- Etimologia: ‘gran dinastia’ o ‘gran llinatge’;[1]
  - mahā: ‘gran';
  - vaṃśa: ‘dinastia’ (gotra), ‘llinatge’ (jātu), ‘raça’ (varṇa), ‘família’ (kula).